# Tống Văn Công (nhà báo)
Tống Văn Công, bút danh Thiện Ý, là một nhà báo từng làm tổng biên tập lần lượt ba tờ báo của công đoàn là Lao động Mới, Người Lao động và Lao động.

## Tiểu sử
Tống Văn Công sinh ra trong một gia đình cách mạng. Cả cha ông và 5 người em của ông cũng như ông đều là đảng viên đảng Cộng sản Việt Nam. Ông tham gia cách mạng năm 17 tuổi, tham gia quân đội năm 19 tuổi. Sau 10 năm ông chuyển sang làm báo với ý tưởng phục vụ sự nghiệp giải phóng dân tộc do Đảng lãnh đạo.
Năm 2014 ông từ bỏ đảng cộng sản và sang Hoa Kỳ định cư vì cho rằng không thể góp sức xây dựng hoàn thiện cho một đảng mà ông cho là đã thiết lập chế độ đảng trị cùng đưa đất nước lâm sâu vào nạn tham nhũng và lệ thuộc ngoại bang.

## Nhận xét
- Căn bệnh của Đảng Cộng sản Việt Nam: "...hai căn bệnh đầu tiên của Đảng sau khi cầm quyền là có một bộ phận xa dần dân và tham nhũng." [1]
- Nghề nghiệp nhà báo: "...phải đặt sự thật cao nhất trong lương tâm người viết báo, không thể vì một áp lực nào mà bóp méo sự thật." [1]

### Hối tiếc
- Hối tiếc nhất là "tự nguyện làm công cụ của Đảng chứ không phải thực hiện quyền tự do báo chí, tự do ngôn luận của nhân dân." [2]

### Hãnh diện
Hãnh diện nhất là "đã cùng anh em báo Lao động đưa tờ báo từ chỗ chỉ bán cho Công đoàn mua bằng tiền nhà nước, đến chỗ đưa ra bán ở các sạp báo cả nước với số lượng cao nhất so với các tờ báo trung ương hồi đó.